# Liga Insular do Príncipe de 2012
A Liga Insular do Príncipe de 2012 foi a 14ª edição da Liga Insular do Príncipe, competição de futebol em São Tomé e Príncipe.
Nesta edição, o número de equipas na 1ª divisão foi reduzido de 6 para 5 clubes, a fim de se aumentar a competitividade do torneio. O Sporting Clube do Príncipe era o detentor do título de 2011 e sagrou-se campeão pelo segundo ano seguido.

## Clubes
| Clube           | Cidade        | Distrito | Ilha     |
| --------------- | ------------- | -------- | -------- |
| GD Os Operários | Santo António | Pagué    | Príncipe |
| 1º de Maio      | Santo António | Pagué    | Príncipe |
| Sporting Clube  | Santo António | Pagué    | Príncipe |
| GD Sundy        | Sundi         | Pagué    | Príncipe |
| UDAPB           | Picão         | Pagué    | Príncipe |

## Resumo da Temporada
A definição do campeão da Liga deu-se apenas na última rodada, com a vitória do Sporting Clube por 1 a 0 sobre a UDAPB. Assim, o time ultrapassou o GD Sundy na tabela e classificou-se para a final do Campeonato Santomense de 2012, para enfrentar o vencedor da Liga Insular de São Tomé.